# Lista de episódios de Toot & Puddle
Esta é uma lista de episódios de Toot & Puddle, ou seja, uma lista contendo os 26 episódios da primeira e única temporada da série de desenhos animados chamada Toot & Puddle. Cada episódio apresenta duas histórias de 15 minutos cada, alternando entre as viagens engendradas por Toot e os desafios encontrados por Puddle em seu próprio lar. Totalizam-se, assim, 52 histórias diferentes dispostas em 26 episódios.
| Episódio | Título                                                                                                  | Primeira exibição | Código de produção |  |
| --- | --- | ----------------- | ------------------ |  |
| | |                   |                    |  |
| 01 | "Em Busca de Queijo (The Great Cheese Chase) O Mistério do Balanço (Swing Shift)"                       | ASA               |                    |  |
| Na primeira parte, Toot e Puddle vão explorar as ruas de Paris enquanto procuram uma famosa loja de queijos. Quando Puddle constrói um novo balanço de pneu para sua prima Opal, eles precisam descobrir por que os pneus começam a desaparecer.                                                                               | |                   |                    |  |
| 02 | "Uma Aventura de Paraquedas (Free Falling Friends) O Caminho das Índias (Curried Favors)"               | ASA               |                    |  |
| Quando Toot tem aulas de paraquedismo, Puddle decide que se sente bem mais feliz assistindo a tudo do chão. Na segunda parte, durante uma viagem para a Índia, Toot faz amizade com um elefante chamado Rohini e ganha uma viagem para ver o banho sagrado dos elefantes.                                                      | |                   |                    |  |
| 03 | "A Bailarina (Opal's Big Move) A Música da Floresta (Get with the Beat)"                                | ASA               |                    |  |
| Opal não consegue fazer um complicado passo de balé e Toot a apresenta a uma famosa bailarina russa, que ensina a Opal que o segredo é praticar sempre. Na segunda parte do episódio, Toot visita o Congo, na África, e aprende que a música está em todo lugar, basta prestar atenção.                                        | |                   |                    |  |
| 04 | "Como Fazer uma Horta (You Reap What You Sow) Em Busca da Orquídea Negra (Lost & Found)"                | ASA               |                    |  |
| Enquanto Toot está fora, Puddle e Opal plantam uma horta e fazem de tudo para que as plantas cresçam. Na floresta tropical de Belize, Toot e Puddle descobrem que se não pararem para ouvir um ao outro, nunca conseguirão chegar onde querem.                                                                                 | |                   |                    |  |
| 05 | "Aprendendo a Compartilhar (Door Drawers & Floors) Uma Viagem ao Tibete (Abominable Toot)"              | ASA               |                    |  |
| A casa de Toot e Puddle está lotada de lembranças das viagens de Toot e eles decidem então doar parte de seus pequenos tesouros a um museu. Enquanto escala montanhas no Tibet com Puddle, Toot fica tão ansioso em chegar que se esquece de parar para apreciar a vista.                                                      | |                   |                    |  |
| 06 | "Compartilhar á Legal (The Dragon Kite) Tulipas para Tulip(Tulips for Tulip)"                           | ASA               |                    |  |
| Opal e Puddle estragam sem querer a pipa de Toot e decidem construir uma nova antes de sua volta. Numa viagem à Holanda, Toot e Puddle têm dificuldade de cumprir uma promessa feita a Tulipa: encontrar um campo de tulipas para tirar uma foto.                                                                              | |                   |                    |  |
| 07 | "O Espantalho (The Scarecrow) Uma Aventura na Dinamarca (Which Ways Which?)"                            | ASA               |                    |  |
| Opal é convidada para sua primeira festa a fantasia, mas não sabe o que vestir. Em Copenhague, Toot conhece os pontos turísticos da cidade enquanto ajuda um novo amigo a encontrar seus óculos perdidos. | |                   |                    |  |
| 08 | "O Acampamento na Floresta (T&P's Camp Out) Uma Aventura nos Alpes (Toot's Alpine Adventure)"           | ASA               |                    |  |
| Toot e Puddle não conseguem viajar para acampar e decidem improvisar um acampamento em seu próprio quintal. Em uma viagem pelos Alpes da Alemanha, Toot descobre que a jornada pode ser tão importante quanto o destino. | |                   |                    |  |
| 09 | "Como Se Divertir em um Dia de Chuva (Party Pride) Uma Corrida em Maiorca (The Race)"                   | ASA               |                    |  |
| Depois de dias de chuva, Toot e Puddle planejam uma festa praiana dentro de casa para seus amigos. Toot e Puddle viajam para Maiorca, na Espanha, onde se inscrevem em uma corrida de carros de brinquedo determinados a conquistar o pódio.                                                                                   | |                   |                    |  |
| 10 | "A Hera Venenosa (Puddle's Poison Ivy) O Labirinto (The Amazing Maze)"                                  | ASA               |                    |  |
| Quando Puddle se intoxica com um uma planta, Toot adia sua viagem ao Egito para cuidar dele e é recompensado com uma pirâmide surpresa. Em uma viagem para a Irlanda, Toot conhece um novo amigo e Puddle sente-se excluído.                                                                                                   | |                   |                    |  |
| 11 | "O Ano do Porco (Year of the Pig) Uma Ilha Tropical (Robinson Toot)"                                    | ASA               |                    |  |
| Quando o Dr. Ha Song sente falta dos costumes de seu país, Toot e Puddle planejam uma festa de Ano Novo chinês para animá-lo. Cansado de tanta neve, Toot decide se aventurar pelas ilhas Palau, determinado a viver apenas dos recursos naturais.                                                                             | |                   |                    |  |
| 12 | "Luzes de uma Noite de Verão (Night Lights) Longe de Casa (Away from Home)"                             | ASA               |                    |  |
| Puddle não consegue pensar em uma surpresa para a festa de Lilly depois de ir dormir muito tarde na noite anterior. Longe de casa em Tóquio, Puddle vê-se fora de sua zona de conforto habitual. | |                   |                    |  |
| 13 | "O Visitante da Austrália (Desmond Bounds In) A Festa da Alcachofra (Putting the Art in Artichokes)"    | ASA               |                    |  |
| Quando o amigo australiano de Toot, o canguru Desmond, muda-se para Woodcock Pocket, Toot teme que seus amigos gostem mais do novato do que dele. Toot e Puddle viajam para Castroville para participar de um festival de arte feita com frutas e vegetais.                                                                    | |                   |                    |  |
| 14 | "(Bye Bye Butterfly) (Flying Down to Rio)"                                                              | ASA               |                    |  |
| | |                   |                    |  |
| 15 | "Otto Vence o Medo do Escuro (Otto's Blackout) O Grande Cozinheiro Puddle (Puddle's Delicious Waffles)" | ASA               |                    |  |
| Enquanto Toot explora cavernas na Romênia, Puddle e Lilly ajudam Otto a superar o medo do escuro. Puddle ganha uma viagem para Bruxelas, onde deve preparar sua deliciosa receita de waffle. Toot coloca um ingrediente extra - e não é que dá certo?                                                                          | |                   |                    |  |
| 16 | "(Recycle Cycle) (Being Green)"                                                                         | ASA               |                    |  |
| | |                   |                    |  |
| 17 | "A Primeira Neve de Desmond (Desmond's First Snow) Uma Viagem ao Havaí (Haleakala Sunrise)"             | ASA               |                    |  |
| No episódio A Primeira Neve de Desmond , ao ouvir a previsão do tempo de Toot, Opal espera estar presente para a primeira neve de Desmond. Mas parece que a neve não vai chegar a tempo. Já no episódio Uma Viagem ao Havaí, Puddle resolve fazer um teste quando ele e Toot sobem o monte Haleakala para ver o nascer do sol. | |                   |                    |  |
| 18 | "O Importante é Competir (Leap Frog) Dilema na Itália (A Painted Pot)"                                  | ASA               |                    |  |
| Quando chega o dia dos jogos no parque, todos acreditam que Lilly irá arrasar no salto em distância - todos, menos Lilly. Viajando pela Toscana, Toot e Puddle descobrem que podem ter interesses diferentes, mesmo viajando juntos.                                                                                           | |                   |                    |  |
| 19 | "Lilly e as Blueberries (It's Mine) Os Pandas Malabaristas (Tumble Pandas)"                             | ASA               |                    |  |
| Quando Lilly quer um arbusto de frutinhas só para ela, descobre que não tem graça ter uma coisa especial sem compartilhá-la. Em uma viagem à China, Toot junta-se a uma trupe de pandas e os ajuda a descobrir porque um deles não para de espirrar.                                                                           | |                   |                    |  |
| 20 | "O Clube de Toot e Puddle (T&P Clubhouse) Uma Aventura no Ártico (Toot's Artic Adventure)"              | ASA               |                    |  |
| Toot, Puddle e Opal descobrem que tudo funciona com cooperação e decidem construir um clube com a ajuda de seus amigos. No norte do Canadá, Toot procura uma pedra perfeita para Puddle e ajuda um urso-polar a perder o medo de se molhar.                                                                                    | |                   |                    |  |
| 21 | "O Show deve Continuar (The Show Must Go On) Acampamento de Astronautas (Astronaut Camp)"               | ASA               |                    |  |
| No dia de um show, Lilly fica com faringite e Opal salva o dia assumindo seu lugar. Toot e Puddle vão ao Cabo Canaveral, na Flórida, para aprender sobre viagens espaciais com uma ex-astronauta, a comandante Betty Bean. | |                   |                    |  |
| 22 | "O Velho e o Novo (Old and New) Aventuras nas Ilhas Galápagos (The Drawing Diary)"                      | ASA               |                    |  |
| Vasculhando o sótão, Opal, Toot e Puddle descobrem que muitos dos brinquedos que desprezaram merecem uma segunda chance. Quando sua câmera quebra, Toot descobre o prazer de desenhar e começa a ver coisas que nunca viu. | |                   |                    |  |
| 23 | "A Lenda de Pocket Hollow (The Legned of Pocket Hollow) O Mistério (It's a Mystery)"                    | ASA               |                    |  |
| Voltando para casa à noite, Toot e Puddle exploram todos os sons e imagens assustadores e descobrem que todos têm uma explicação lógica e inofensiva. Em Londres, Toot e Puddle ajudam um amigo a solucionar um mistério. | |                   |                    |  |
| 24 | "A Troca de Dente de Opal (Opal's Looth Tooth) É Preciso Dar um Tempo (Take a Break)"                   | ASA               |                    |  |
| Quando Opal perde o primeiro dente, ela se preocupa com todos os detalhes desta nova experiência. Caçando ossos de dinossauro na Nigéria, Toot e Puddle conhecem um trabalhador que aprende uma lição sobre ver os problemas sob uma nova perspectiva.                                                                         | |                   |                    |  |
| 25 | "Puddle e o Trevo da Sorte (Puddle's Lucky Clover) O Presente Especial de Amigo (Friends in the City)"  | ASA               |                    |  |
| Puddle perde seu trevo de quatro folhas e acredita que nunca mais ganhará uma competição. Mas seus amigos mostram que vencer não depende só da sorte. Em Nova York, Toot e Puddle descobrem que explorar a cidade é a melhor forma de celebrar sua amizade.                                                                    | |                   |                    |  |
| 26 | "A Grande Charada (Look Again) Onde Há Vontade, Há Solução (Round Round Get Around)"                    | ASA               |                    |  |
| Escavando o jardim, Toot e Puddle descobrem uma série de pistas e vivem uma grande aventura em seu próprio quintal. Em Vancouver, no Canadá, Toot e Puddle precisam vencer alguns obstáculos para chegar à festa de aniversário de seu amigo Gabe.                                                                             | |                   |                    |  |